# 銀髪鬼
銀髪鬼（ぎんぱつき）とは、銀色の髪を持つ悪役、もしくは他者に悪役と認識された人物につけられるあだ名。以下の人物が「銀髪鬼」のあだ名で呼ばれた。

## 実在の人物及び競走馬
- プロレスラーのフレッド・ブラッシー。
- 競走馬のプレストウコウ。

## 架空の人物
- ゲームファイナルファンタジータクティクスに登場するメスドラーマ・エルムドア。

「銀髪鬼」とこそ呼ばれていないが、銀髪、しばしば長い髪の悪役（しばしば最終ボス）や実力者は多い。